# Samsung Galaxy Star
Samsung Galaxy Star - бюджетный смартфон производства Samsung Electronics. Он работает под управлением Android 4.1.2 (Jelly Bean), был анонсирован в апреле 2013 года, впоследствии выпущен в мае 2013 года. Это самый дешевый смартфон в серии Samsung Galaxy. Как и все остальные смартфоны Samsung Galaxy, телефон доступен в 2 версиях: версия с одной SIM-картой (GT-S5280) и версия c двумя сим-картами (GT-S5282).
Телефон конкурирует с другими недорогими смартфонами, такими как смартфоны серии Nokia Asha, а также с недорогими смартфонами индийских производителей, таких как Micromax, Karbonn, Spice Digital, Lava International и Celkon.  Он доступен в некоторых странах Азии, таких как Индия, Пакистан, Шри-Ланка, Непал, Бангладеш, Мьянма, Филиппины, Индонезия и т.д., где недорогие смартфоны очень популярны, а также в Марокко, Алжире, ЮАР, Португалии, Франции, Германии, России и Украине.
Выпущена также бразильская версия, получившая название GT-S5283B.

## Спецификации

### Оборудование
Galaxy Star имеет пластиковый корпус. Телефон оснащен 1 ГГц одноядерным ARM Cortex-A5 процессором и Mali-300 GPU, и оснащен 512 Мб RAM и 4 Гб внутренней памяти, из которых пользователю доступно 2 Гб. Объем внутренней памяти может быть увеличен до 32 Гб с помощью microSD.  Устройство оснащено акселерометром, предназначенным для преобразования естественных жестов в команды на телефоне; например, если телефон звонит и пользователь переворачивает его лицевой стороной вниз, он перестанет звонить, или если пользователь хочет установить Bluetooth или беспроводное интернет-соединение, он может потрясти устройство, и оно автоматически подключится.  Однако пользователи обнаружили, что эти жесты часто плохо распознаются, в результате чего устройство выполняет нежелательные задачи. Это не первое устройство с такими функциями; HTC Desire Z представил эти функции в 2010 году.
Он оснащен емкостным QVGA LCD сенсорным дисплеем размером 3 дюйма с разрешением 240x320 px при 133 ppi с поддержкой множественных касаний. Он также оснащен 2 MP задней камерой с 2x зумом и QVGA видеозаписью; фронтальная камера отсутствует.  Устройство требует использования microSIM карты. Телефон работает от 1200 mAh литий-ионного аккумулятора.

#### Galaxy Star GT-S5282
Galaxy Star GT-S5280 и Galaxy Star GT-S5282 практически одинаковы, единственное различие между ними в том, что последний является dual-SIM телефоном, имеющим еще один слот для SIM-карты. Одновременно используется только одна SIM-карта; для переключения между ними используется менеджер SIM-карт в устройстве.

### Связь
В отличие от большинства других смартфонов, Galaxy Star работает только в сетях EDGE и не поддерживает связь 3G. Он также не обеспечивает работу Global Positioning System (GPS). Однако он поддерживает подключение по WiFi и Bluetooth 4.0..

### Программное обеспечение
Galaxy Star работает под управлением Android. Он работает на модифицированной версии Android 4.1.2 Jelly Bean. Из-за этого, по заявлению Samsung, использование процессора происходит более эффективно, чтобы обеспечить более длительное время автономной работы. Устройство использует TouchWiz UX Nature в качестве пользовательского интерфейса по умолчанию, хотя возможно использование и других пользовательских интерфейсов сторонних производителей. По умолчанию, как и в других Android-смартфонах, в телефоне установлены продукты Google, такие как Google Chrome, Gmail, Google+, Google Hangouts и др. Устройство также имеет доступ к магазину Google Play, но, будучи смартфоном бюджетного класса, новые приложения, а также приложения, требующие большой вычислительной мощности и памяти, не могут быть установлены на устройство. Приложения Samsung, такие как ChatON и Samsung Apps, также предустановлены, как и в других смартфонах Samsung.

## Прием
Samsung Galaxy Star получил смешанные отзывы после своего выхода. Хотя его хвалили за цену, удобство использования и время автономной работы, его также критиковали за маленький экран, отсутствие функций и производительность. Многие пользователи считают, что возможности устройства являются базовыми, рассматривая его как смартфон бюджетного класса.
По мнению The Times of India, Galaxy Star выглядит "симпатично", имеет достойный экран, приличное время автономной работы и обеспечивает хороший пользовательский опыт, но имеет и свои недостатки: маленький экран, низкое разрешение и неудовлетворительная производительность.
ReviewGuidelines.com хвалит память телефона, Wi-Fi, Bluetooth, сенсорный дисплей и дизайн, критикуя при этом недостаток функций и возможностей. 
По мнению Techpinas.com, Samsung Galaxy Star - достойное устройство, способное обеспечить пользователям адекватный мобильный опыт. Экран является базовым, но это вполне объяснимо, учитывая, что устройство является смартфоном низкого класса. Более того, он отлично справляется с основными функциями, такими как просмотр веб-страниц и связь..
Многие рецензенты в интернете критиковали устройство из-за отсутствия GPS, что стало нормой для современных смартфонов. Рецензенты сходятся во мнении, что сильной стороной смартфона является время автономной работы, что происходит благодаря модификации операционной системы Samsung для контроля разряда батареи.  Несмотря на то, что устройство оснащено 2-Мп задней камерой с фиксированным фокусом, по мнению рецензентов, камера способна делать четкие снимки с адекватным качеством изображения..